# Liga Mundial de Polo Aquático Masculino de 2013
A Liga Mundial de Polo Aquático Masculino de 2013 foi a 12º edição da Liga Mundial, organizado pela FINA. A Super Final aconteceu em Chelyabinsk, Rússia, com a vitória da Seleção Sérvia de Polo Aquático pela sétima vez.